# 比久里
比久里（Bijuri），是印度中央邦Shahdol县的一个城镇。总人口28263（2001年）。

## 人口
该地2001年总人口28263人，其中男性14780人，女性13483人；0—6岁人口4451人，其中男2302人，女2149人；识字率61.35%，其中男性为70.32%，女性为51.52%。